# SLC30A2
SLC30A2 (англ. Solute carrier family 30 member 2) – білок, який кодується однойменним геном, розташованим у людей на 1-й хромосомі. Довжина поліпептидного ланцюга білка становить 323 амінокислот, а молекулярна маса — 35 178.
| 10         |  | 20         |  | 30         |  | 40         |  | 50         |
| ---------- |  | ---------- |  | ---------- |  | ---------- |  | ---------- |
| MEAKEKQHLL |  | DARPAIRSYT |  | GSLWQEGAGW |  | IPLPRPGLDL |  | QAIELAAQSN |
| HHCHAQKGPD |  | SHCDPKKGKA |  | QRQLYVASAI |  | CLLFMIGEVV |  | EILGALVSVL |
| SIWVVTGVLV |  | YLAVERLISG |  | DYEIDGGTML |  | ITSGCAVAVN |  | IIMGLTLHQS |
| GHGHSHGTTN |  | QQEENPSVRA |  | AFIHVIGDFM |  | QSMGVLVAAY |  | ILYFKPEYKY |
| VDPICTFVFS |  | ILVLGTTLTI |  | LRDVILVLME |  | GTPKGVDFTA |  | VRDLLLSVEG |
| VEALHSLHIW |  | ALTVAQPVLS |  | VHIAIAQNTD |  | AQAVLKTASS |  | RLQGKFHFHT |
| VTIQIEDYSE |  | DMKDCQACQG |  | PSD        |  |            |  |            |

A: Аланін

C: Цистеїн

D: Аспарагінова кислота

E: Глутамінова кислота

F: Фенілаланін

G: Гліцин

H: Гістидин

I: Ізолейцин

K: Лізин

L: Лейцин

M: Метіонін

N: Аспарагін

P: Пролін

Q: Глутамін

R: Аргінін

S: Серин

T: Треонін

V: Валін

W: Триптофан

Задіяний у таких біологічних процесах, як транспорт іонів, транспорт, альтернативний сплайсинг. 
Білок має сайт для зв'язування з іоном цинку. 
Локалізований у мембрані, лізосомі.